# Асен Пападопов
Асен Василев Пападопов е български офицер (генерал-майор).

## Биография
Асен Пападопов е роден на 10 юли 1864 г. в Котел. На септември 1883 г. постъпва във Военното на Негово Княжеско Височество училище, което завършва през 1885 г. и на 30 август е произведен в чин подпоручик. Службата му започва в седми пехотен преславски полк. Участва в Сръбско-българската война с полка в боевете при Пирот и Сливница. След това е ординарец при особата на Негово царство височество княза. От 1891 до 1893 г. учи в Генералщабната академия в Торино. На 8 януари 1892 княз Фердинанд I позволява на капитан Пападопов, по това време служещ в 3-ти артилерийски полк да носи дадения му от Негово Императорско Величство Японския император орден „Изгряващо слънце“. След завръщането си е назначен като изпълняващ длъжността адютант на първа софийска пехотна дивизия (от 1 януари 1894). От 1898 г. е старши адютант на втора пехотна тракийска дивизия, а от 1 януари 1900 г. е помощник-началник на оперативното отделение при Щаба на войската. От 26 февруари 1903 г. е назначен за командир на дружина в шести пехотен търновски полк. Остава на този пост до 5 януари 1904 г., когато е изпратен като военен аташе в Санкт Петербург. Завръща се от Русия през 1907 г. и е назначен за командир на 1-ва бригада от осма пехотна тунджанска дивизия. В периода 1909 – 1911 г. е военен аташе във Виена.
През Балканската война е началник – щаб на 1-ва Българска армия. На 31 юли 1913 г. е назначен за председател на комисията за определяне на границата между България и Гърция. По време на Междусъюзническата война е началник-щаб на четвърта и пета армия. През 1914 г. генерал-майор от ГЩ Асен Пападопов, който дотогава е началник на Военно-учебните заведения е назначен за началник на 6-а пехотна бдинска дивизия, като се привежда от генерал-щабното ведомство в пехотата. По същото време завършва Военната академия в София.
През Първата световна война (1915 – 1918) е командир на 6-а пехотна бдинска дивизия, която е в състава на 1-ва армия.
На 11 октомври 1915 г. преминава в запаса. Уволнен е поради политически причини. Като русофил бойкотира настъплението на своята дивизията против руския съюзник Сърбия. След това продължава да работи в Генералщабното ведомство до 10 април 1930 г., когато е освободен.

## Военни звания
- Подпоручик (30 август 1885)
- Поручик (1887)
- Капитан (1890)
- Майор (1895)
- Подполковник (1901)
- Полковник (1905)
- Генерал-майор (14 февруари 1914)

## Награди
- Орден „За храброст“ IV степен, 2-ри клас
- Орден „Св. Александър“ V степен
- Орден „За военна заслуга“ III и IV степен
- Орден „Изгряващо слънце“, Япония